# Peter Heppner

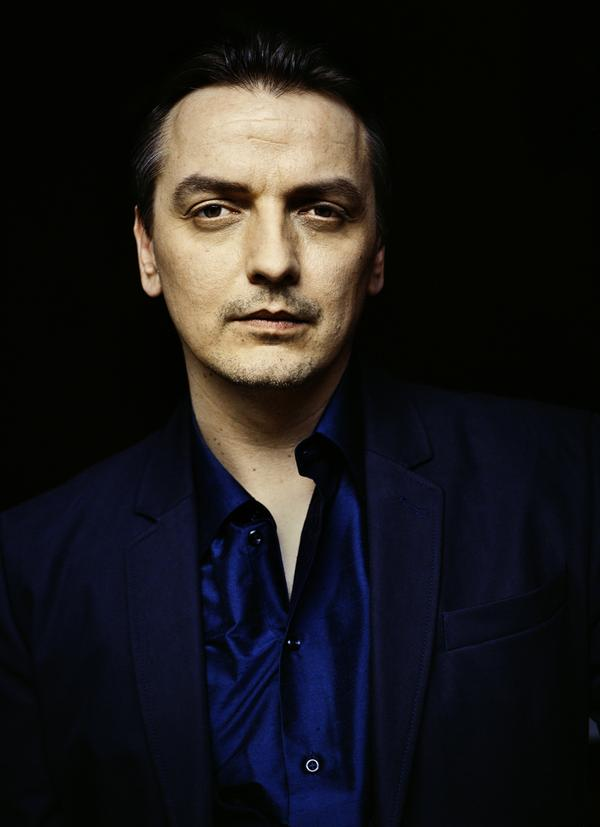
Peter Heppner (2007)

Peter Heppner (* 7. September 1967 in Hamburg) ist ein deutscher Musiker, Songwriter und Musikproduzent, der u. a. durch seine Mitwirkung beim Synthie-Pop-Duo Wolfsheim bekannt wurde. Die kommerziell erfolgreichste Veröffentlichung Heppners ist die mit Platin ausgezeichnete Single Die Flut.

## Leben
Heppner ist im Hamburger Stadtteil Wilhelmsburg aufgewachsen. In seiner Kinder- und Jugendzeit sang er im Kirchen- und Schulchor. Zu seinem Freundeskreis gehörte unter anderem das spätere Wolfsheim-Gründungsmitglied Pompejo Ricciardi. Er besuchte dasselbe Gymnasium wie sein späterer Wolfsheim-Partner Markus Reinhardt. Beide lernten sich jedoch erst im gemeinsamen Kunstkurs näher kennen. Heppner strebte ursprünglich eine Karriere als bildender Künstler (Bildhauer/Maler) oder Schriftsteller und nicht als Berufsmusiker an. Die Musik war eigentlich nur ein Hobby, bis er mit Wolfsheim einen Plattenvertrag bekommen hatte.
Im Sommer 2016 gab Heppner über seine Facebook-Seite bekannt, dass er seit seinem 16. Lebensjahr an der Herzkrankheit Hypertrophe Kardiomyopathie (HOCM) leide. Diese Krankheit wurde erst zweieinhalb Jahre zuvor diagnostiziert, nachdem Heppner mit einer Herzmuskelentzündung ins Krankenhaus eingeliefert wurde, zuvor ging man fälschlicherweise von einem Asthmaleiden aus. Im Frühjahr 2016 unterzog er sich einer Operation zur Beseitigung der HOCM, die ohne Komplikationen verlief. Als Grund für die Entscheidung, erst nach rund 30 Jahren mit seiner Krankheit an die Öffentlichkeit zu gehen, gab Heppner an, dass er nicht durch einen „Mitleidsbonus“ und als eine Art „kränkelnder Musiker“ Aufmerksamkeit erlangen, sondern durch seine Kunst, Musik und Texte bekannt werden wollte.
Heppner lebt in Hamburg und hat eine Tochter.

## Musikalische Karriere

### Mit Wolfsheim

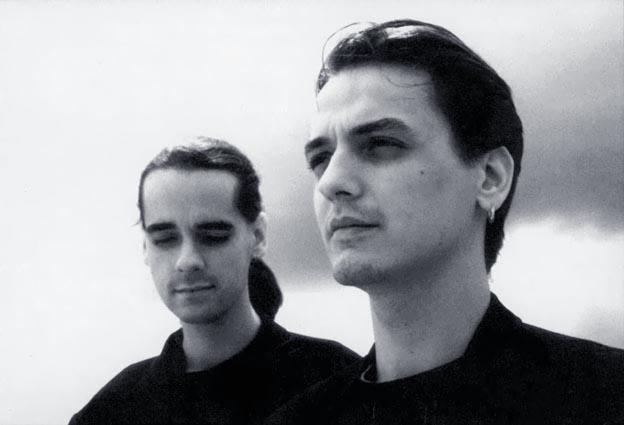
Wolfsheim (Reinhardt und Heppner) (1992)

Heppners Karriere bei Wolfsheim begann 1987 als anfänglicher Ersatz und später anerkannter Nachfolger für den ausgestiegenen Sänger Pompejo Ricciardi. Nachdem im selben Jahr auch noch Oliver Reinhardt die Band verlassen hatte, bildete sich das Duo Peter Heppner und Markus Reinhardt. Schnell spielten die beiden sich so ein, dass Reinhardt für die Musik zuständig war und Heppner für die Texte. Den ersten richtigen Erfolg konnte Wolfsheim mit der Maxi-Single The Sparrows and the Nightingales verbuchen, welche 1991 erschien und sich zu einem europaweiten Clubhit entwickelte. Nach mehreren Alben und Tourneen, erreichte Wolfsheim 1998 mit ihrem vierten Studioalben Spectators Platz zwei der Charts. Dieser Erfolg konnte mit dem folgenden Album Casting Shadows 2003 noch getoppt werden, welches sich auf Platz eins der deutschen Albumcharts platzierte. Anfang 2007 versuchte Reinhardt seinen langjährigen Bandkollegen Heppner aus dem gemeinsamen Bandprojekt Wolfsheim auszuschließen und klagte zu diesem Zweck vor dem Landgericht Hamburg. Die Klage wurde jedoch abgewiesen, ebenso die Revision vor dem zuständigen Oberlandesgericht. Heppner betonte wiederholt in Interviews, dass er auch weiterhin sehr an einer Fortführung von Wolfsheim interessiert sei. Seither gibt es keine weitere Aktivität von Wolfsheim mehr.

### Als Solokünstler

#### Debütalbumsolo(2005–2008)
Im Dezember 2005 unterzeichnete Peter Heppner seinen ersten Solovertrag beim Musiklabel Warner Music Group. Nach mehr als zwei Jahren, begann er 2007 mit den Aufnahmen zu seinem ersten Studioalbum.
Am 5. September 2008 erschien die vorab Single Alleinesein aus dem Debütalbum. Die Single konnte sich auf Anhieb in den deutschen Top 20 der Singlecharts platzieren. Sie erreichte Position 16 und hielt sich insgesamt neun Wochen in den Charts. In Deutschland ist es der erste Solo-Hit Heppners der die Charts erreicht. Mit Duetten anderer Künstler eingerechnet, ist es bereits Heppners siebter Charterfolg. Geschrieben wurde das Lied von Tom Albrecht, José Alvarez-Brill, Dior Da Silva, Peter Heppner und Marc Kaschke, produziert wurde es von José Alvarez-Brill. Heppner veröffentlichte Alleinesein weil seiner Aussage nach nur noch Charts rauf und runter gespielt werden. Bei dem Stück hatte er am ehesten das Gefühl, dass es von den verschiedenen Radiostationen angenommen und gespielt werde. Eine Woche später am 12. September 2008 erschien schließlich das Debütalbum solo. Es besteht aus zehn neukomponierten Titeln, die Limited-Edition aus elf Titeln und die Deluxe-Edition beinhaltet eine extra DVD mit dem Making of zur Albumentstehung. Das Album wurde von 3typen, José Alvarez-Brill, Peter-John Vettese und Thommy Hein produziert. In den deutschen Albumcharts platzierte sich solo direkt in den Top 10 auf Position neun, insgesamt hielt sich das Album sechs Wochen in den Charts.

#### Tourneen (2009–2010)
Am 27. Januar 2009 veröffentlichte Heppner mit Wherever die zweite und letzte Single aus solo. Vom 15. Januar bis 21. Februar 2009 ging er auf seine erste Solo Tournee. Die Tour, deren Beginn ursprünglich bereits auf Ende 2008 terminiert war, führte Heppner in zwölf deutsche Städte und in die zwei russischen Städte Sankt Petersburg und Moskau. In Dresden, Hamburg, Hannover, Stuttgart und Leipzig wurden von Heppners Fanclub jeweils zwei Meet and Greet Tickets exklusiv für Clubmitglieder verlost. Heppners Begleitband bestand aus Achim Färber, Carsten Klatte, Lothar Manteuffel und Dirk Riegner.
Vom 30. Januar bis 16. Oktober 2010 ging Heppner auf Clubtour. Es war seine zweite Solo-Tournee, die den Hintergrund hatte, Konzerte in den Teilen Deutschlands zu spielen, welche bei der vorangegangenen solo Tour unterrepräsentiert waren. Geplant war, dass die Tour sich über einen Monat von Januar bis Februar 2010 streckt, doch gegen Ende der Tour musste Heppner die drei letzten Konzerte in Flensburg, Magdeburg und Neubrandenburg krankheitsbedingt absagen. Die Nachholtermine fanden ein halbes Jahr später im September 2010 statt. Neben den drei Nachholterminen gab es zusätzlich drei extra Konzerte. Auch ein Zusatzkonzert in Paderborn für den 16. September 2010 war geplant, doch aus betrieblichen Gründen mussten sämtliche Veranstaltungen im Capitol Paderborn von Seiten der Veranstalter gestrichen werden. Die Tour führte Heppner in 12 deutsche Städte sowie nach Athen in Griechenland. Auch ein Konzert in Moskau war geplant, welches aber abgesagt werden musste. Als Vorgruppe für alle Konzerte innerhalb Deutschlands wurde die deutsche Synthie-Pop-Band Melotron engagiert.
Bei jedem seiner Konzerte hat Heppner vor sich einen Notenständer mit seinem „Songbook“ stehen, von welchem er jederzeit den Liedtext und die Liederreihenfolge ablesen kann. Das Mitnehmen seines Liederbuches macht er schon seit den Anfängen mit Wolfsheim.

#### Zweites StudioalbumMy Heart of Stone(2011–2013)
Die Aufnahmen zu seinem zweiten Studioalbum begannen 2011. Als erste vorab Single erschien am 11. April 2012 die Single God Smoked. Geschrieben wurde das Lied von Peter Heppner, Lothar Manteuffel und Dirk Riegner, produziert wurde es von Thommy Hein, Lothar Manteuffel und Dirk Riegner. God Smoked wurde zum kostenlosen Download, für ein „gefällt mir“, auf Facebook angeboten. Am 4. Mai 2012 erschien die zweite vorab Single Meine Welt. Geschrieben wurde das Lied von Peter Heppner, Lothar Manteuffel und Dirk Riegner, produziert wurde es von Thommy Hein, Lothar Manteuffel und Dirk Riegner. Die erste Promotion dazu fand am 12. April 2012 über Facebook statt, hier wurde eine kurze Hörprobe des Songs gepostet, einen Tag später wurden einige Screenshots zum Musikvideo vorgestellt. Am 17. April 2012 fand ein Liveauftritt in der Harald Schmidt Show statt. Die letzte große Promotion-Aktion war ein Werbetrailer für RTL II, in dem die Berlin – Tag & Nacht Darstellerin Meike zu sehen war. Meine Welt erreichte Position 44 der deutschen Singlecharts und hielt sich insgesamt vier Wochen in den Charts. Am 18. Mai 2012 erschien schließlich das zweite Studioalbum My Heart of Stone. Das Album wurde von Thommy Hein produziert und wie sein Vorgänger konnte sich auch das zweite Album auf Anhieb in den Top 10 der deutschen Albumcharts platzieren. Es erreichte Position sechs der Charts und hielt sich insgesamt fünf Wochen in den Charts. Erstmals konnte sich ein Heppner-Album in allen D-A-CH-Ländern in den Charts positionieren. Die My Heart of Stone (Deluxe-Edition) beinhaltet einen zweiten Tonträger, auf dem die Besten Gastbeiträge Heppners zu hören sind. Am 7. Dezember 2012 veröffentlichte Heppner die Weihnachts-Single Dream of Christmas/Traum von Weihnachten. Das Lied wurde lediglich als Dankeschön an seine Fans zum Download angeboten. Wie God Smoked wurde Dream of Christmas zum kostenlosen Download, für ein „gefällt mir“, auf Facebook angeboten.
Vom 12. November 2012 bis 26. April 2013 ging Heppner auf seine dritte Tournee namens My Heart of Stone Tour. Die Setlist bestand aus 20 Liedern, sowohl von Heppner als auch von Wolfsheim. Die Tour führte Heppner in 18 deutsche Städte sowie einmal nach Athen und in die zwei russischen Städte Sankt Petersburg und Moskau. Als Vorgruppe für die Konzerte innerhalb Deutschlands wurden die deutschen Bands Kosmos, Moonrise und Solar Fake engagiert.

#### Festivalauftritte und weitere Tourneen (2013–2017)

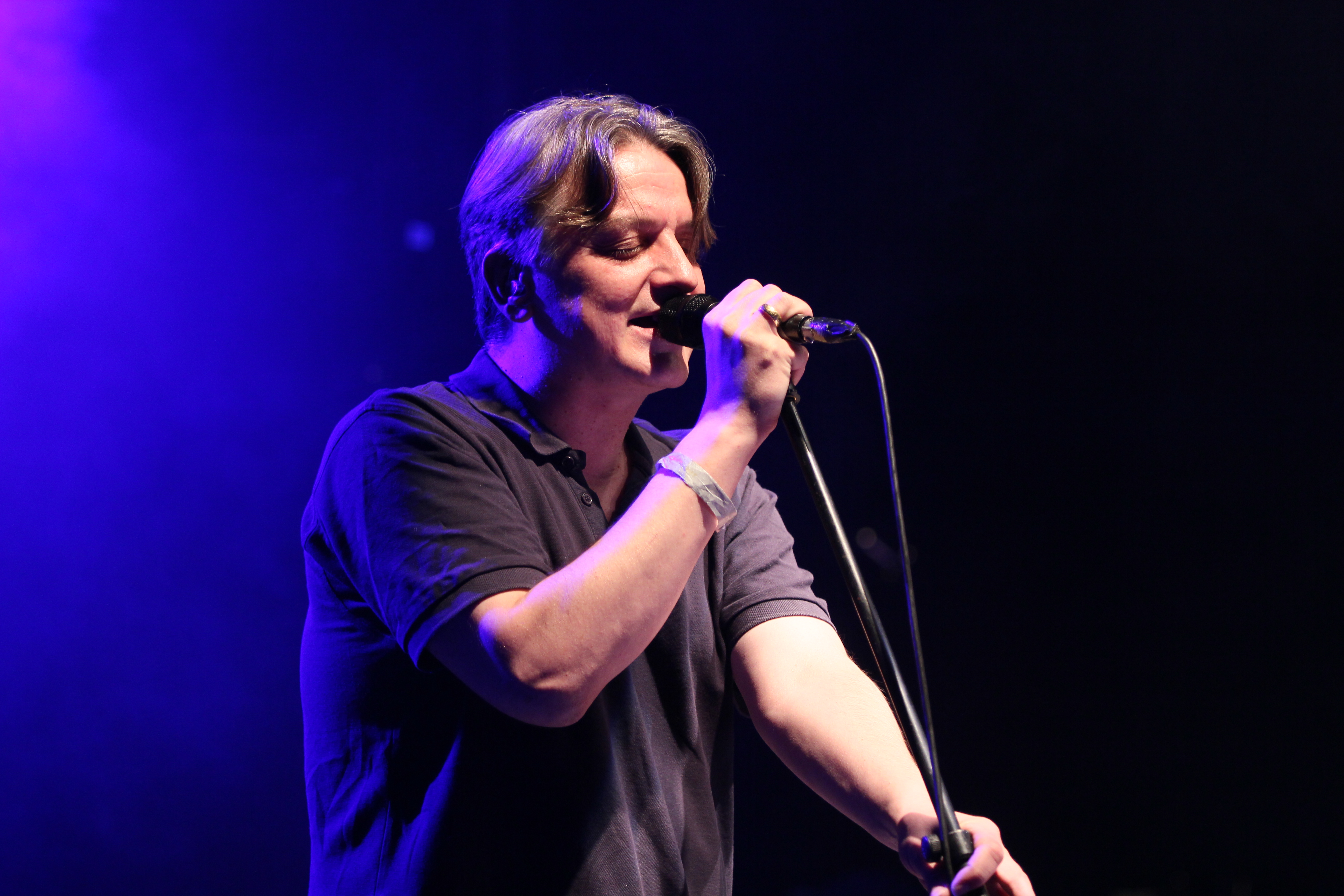
Heppner bei der Nocturnal Culture Night 2014

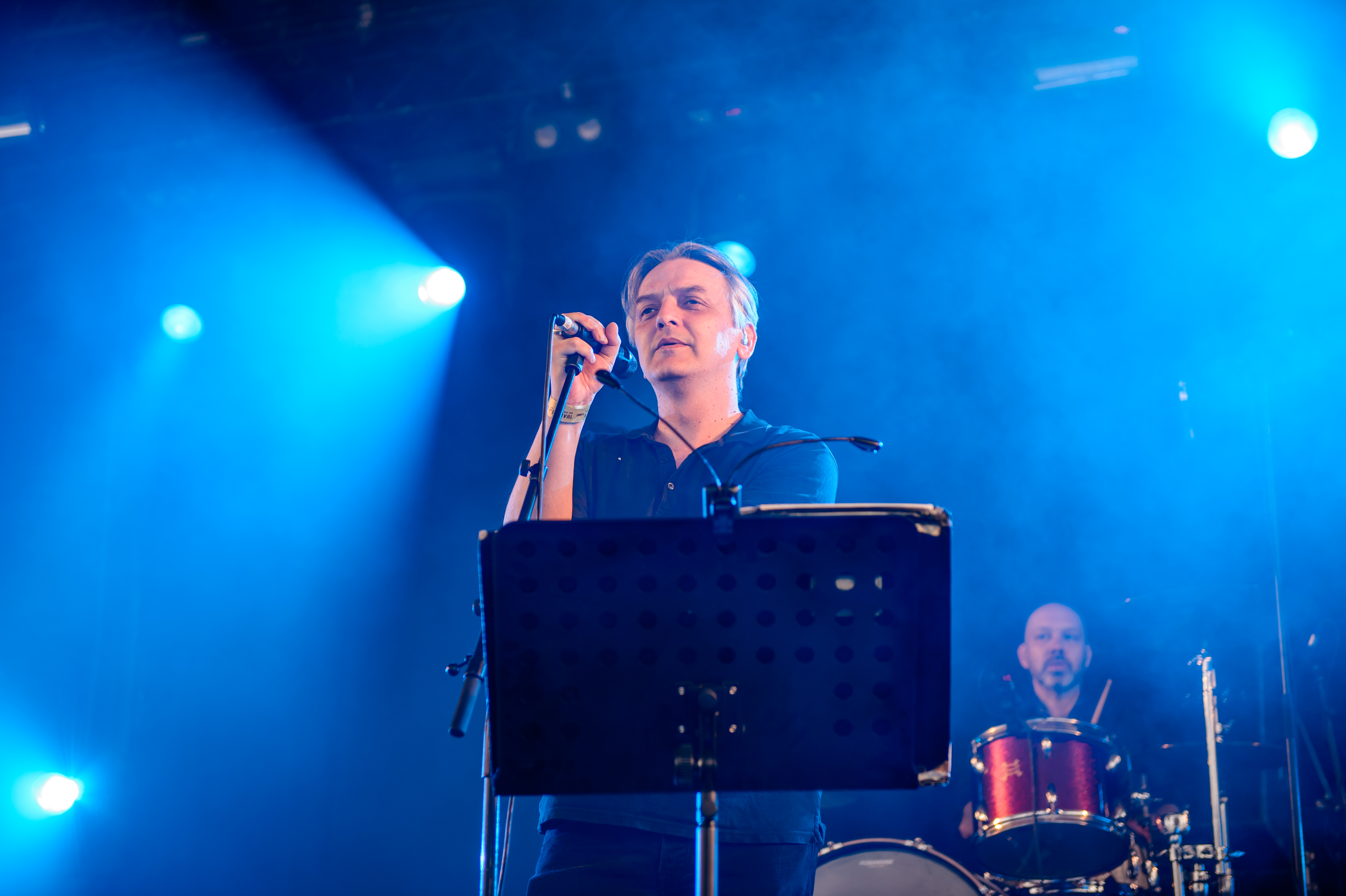
Heppner beim Amphi Festival 2016

Gleich nach der Vollendung der My Heart of Stone Tour begann Heppner mit den Arbeiten an seinem dritten Studioalbum. Die erste Kompositionssession fand am 28. Mai 2013 zusammen mit Dirk Riegner statt. In der Zwischenzeit folgten zwei Festival-Konzerte sowie einige Gastauftritte bei Konzerten von Camouflage. Vom 16. November bis 4. Dezember 2014 spielte Heppner sechs Akustikkonzerte, die ihn nach Bochum, Berlin, Dresden, Hamburg und Mannheim führten. Während der Tour überraschte er seine Fans in der zweiten Zugabe mit einer Coverversion von Anna Stens Ich weiß nicht, zu wem ich gehöre aus dem Film Stürme der Leidenschaft von 1931. Die Setlist bestand mit den Zugaben aus insgesamt 21 Liedern. Seine Begleitband bestand aus Achim Färber (Schlagzeug), Carsten Klatte (Gitarre) und Dirk Riegner (Klavier). Nach einem erneuten Gastspiel bei Camouflage, wo er zusammen mit ihnen am 29. März 2015 erstmals die später veröffentlichte Single Count on Me sang, folgte im September 2015 der zweite Teil seiner Akustiktour. Dieser bestand aus elf Konzerten, die ihn durch zehn deutsche Städte und einmal nach Österreich führte. Hierbei präsentierte Heppner während der Hauptshow ein Medley von zwei Liedern, die bereits für das kommende dritte Studioalbum entstanden. Er spielte ein Medley aus Gib mir doch nen Grund und Good Things Break. Ende 2017 feierte Heppner sein dreißigjähriges Bühnenjubiläum. In diesem Zuge ging er auf eine kleine Clubtournee, mit dem Titel 30 Years of Heppner. Die Tour umfasste insgesamt acht Konzerte in drei Ländern. Bei den Konzerten in Deutschland wurde er von Camouflage-Sänger Marcus Meyn (6 Konzerte) und der US-amerikanischen Sängerin Kim Sanders (3 Konzerte) unterstützt.

#### Drittes StudioalbumConfessions & Doubtsund RemixalbumTanzZwang(2018–2024)
Mit Was bleibt? erschien am 10. August 2018 der erste Vorbote des dritten Studioalbums. Was bleibt? ist ein erneutes Duett mit Witt, das die beiden anlässlich des 20-jährigen Jubiläums von Die Flut aufnahmen. Am 28. September 2018 erschienen nach sechseinhalb Jahren mit Confessions & Doubts und TanzZwang gleich zwei neue Alben von Heppner. Bei Confessions & Doubts handelt es sich um ein reguläres Studioalbum, bei TanzZwang um ein Remixalbum, das jedoch ebenfalls aus neuen Aufnahmen besteht. Neben den eigenständigen Veröffentlichungen der Alben, erschien Confessions & Doubts auch als Boxset, in dem TanzZwang beinhaltet war. Während Confessions & Doubts Rang elf der deutschen Albumcharts erreichte, verfehlte TanzZwang eine eigenständige Chartnotierung. Im Vergleich zu My Heart of Stone blieb ein Charteinstieg in Österreich und der Schweiz verwehrt. Am 1. Oktober 2018 erschien mit Standing Tall (Sand & Pfeffer Remix) eine Videoauskopplung aus TanzZwang. Bei dem Musikvideo handelt es sich um ein Lyrikvideo. Zum 80. Gedenktag der Novemberpogrome 1938 erschien im Zuge des Musiktheaterstücks Die Kinder der toten Stadt das Lied Immer noch derselbe Himmel, ein Duett von Heppner und Jade Schulz, die beide Teil des Musiktheaterstücks waren. Mit … und ich tanz’ (Latches Mix) erschien am 15. November 2018 eine zweite Videoauskopplung aus TanzZwang. Am selben Tag startete mit der Confessions & Doubts Tour Heppners sechste Solo-Tournee, die ihn mit seiner Liveband innerhalb eines Monats durch zwölf deutsche Städte sowie einmal in die Schweiz führte.
Am 17. April 2019 veröffentlichte Heppner mit Unloveable seine erste Videoauskopplung aus Confessions & Doubts.
Nach dem Heppner mehrfach, aufgrund der COVID-19-Pandemie, seine Tourneen verschieben musste, ging er vom 1. September bis 14. September 2022 auf seine zweite Akustiktour. Diese führte ihn mit seiner Begleitband an zehn Abenden durch neun deutsche Städte. Noch im gleichen Monat startete die TanzZwang Tour. Diese musste ebenfalls aufgrund der COVID-19-Pandemie mehrfach verschoben werden, führte ihn aber schließlich zwischen dem 23. September und 5. November 2022 durch sieben deutsche Städte. Beide Tourneen wurden in den Jahren 2023 beziehungsweise 2024 weitergeführt.

#### Viertes Studioalbum (seit 2025)
Ende 2024 wurde bekannt, das Heppner an einem neuen Album arbeite. Um die Wartezeit zu verkürzen, ging er im April 2025 auf seine neunte Solotournee. Diese stand unter dem Motto Am Leben / Alive Pre-Listening-Tour und führte ihn durch zehn deutsche Städte. Während der Tour präsentierte er drei neue Titel, die bereits für das neue Album entstanden sind.

### Als Gastmusiker

#### Girls Under Glass (1992)
1992 veröffentlichte Heppner das erste Mal, abseits des Projektes Wolfsheim, als Solo-Künstler Lieder. Er arbeitete 1992 mit der deutschen Rock-Band Girls Under Glass zusammen und unterstützte sie bei den Liedern Grey in Grey und Reach for the Stars für deren vierten Studioalbum Darius. Wie es genau zu dieser Kollaboration kam, ist nicht bekannt. Bekannt ist nur, dass Girls Under Glass zu diesem Zeitpunkt schon lange beim Musiklabel Dark Star (einem Sidelabel von Strange Ways Records) unter Vertrag waren und dass Heppner zusammen mit seiner Band Wolfsheim neu bei Strange Ways Records engagiert war, um an ihrem Debütalbum No Happy View zu arbeiten.

#### Umbra et Imago (1993–2000)
Zwischen den Jahren 1993 und 2000 arbeitete Heppner insgesamt viermal mit der deutschen Neue-Deutsche-Härte-Band Umbra et Imago zusammen. 1993 entstand das Lied Away für das zweite Studioalbum Infantile Spiele von Umbra et Imago. 1996 nahmen sie zusammen die beiden Titel Hörst du mein Rufen und Black Waves auf, welche auf dem vierten Studioalbum Mystica sexualis von Umbra et Imago zu finden sind. Für das sechste Studioalbum Mea culpa im Jahr 2000 nahmen sie zusammen das Stück Lieber Gott auf.

#### Moonrise (1997)
1997 arbeitete Heppner erstmals mit der deutschen Rockband Moonrise zusammen. Sie nahmen zusammen den Titel Whispering Voices für die erste Moonrise EP No Mean Depression auf. Im Sommer 2008 folgten Moonrise zwischenzeitlich dem Ruf von Heppner nach Berlin, um mit ihm eine alternative Version für „Vorbei“ einzuspielen. Die Kooperation ist auf der Fanedition des Albums solo zu finden. 2009 und 2012 gastierten Moonrise als Vorband auf einigen Konzerten Heppners.

#### Witt/Heppner (1998–2019)
1998 arbeiteten Joachim Witt und Peter Heppner unter dem Projektnamen Witt/Heppner erstmals zusammen. Hierbei entstand das Lied Die Flut, das Teil von Witts achtem Studioalbum bayreuth eins ist und als Single ausgekoppelt wurde. Das Stück erschien erstmals am 23. Januar 1998 als Single und wurde von den beiden Interpreten selbst geschrieben sowie von José Alvarez-Brill produziert. Zu Beginn blieb der Erfolg aus; selbst nach einer erneuten Veröffentlichung im März des Jahres blieb ein Charterfolg zunächst weiterhin verwehrt. Im Mai 1998 stieg Die Flut erstmals in die deutschen Singlecharts ein. Im Laufe der nächsten Wochen kletterte die Single bis auf Position zwei der Charts und schaffte ebenfalls den Charteintritt in Österreich sowie in der Schweiz. Die Single musste sich in Deutschland lediglich Loonas Bailando geschlagen geben. Die Flut rangierte auf Position acht der Single-Jahrescharts 1998 in Deutschland und erhielt eine Platin-Schallplatte für über 500.000 verkaufte Einheiten. Damit ist Die Flut eines der meistverkauften deutschsprachigen Lieder und Duette in Deutschland seit 1975. Die Single verkaufte sich weltweit über 900.000 Mal. Für beide Interpreten stellt die Single bis heute den größten Erfolg ihrer Karriere dar.
20 Jahre später veröffentlichten beide mit Was bleibt? erneut als Duett eine Single, wobei das Stück unter umgekehrten Vorzeichen entstand. Während Heppner damals noch auf Witts Album bayreuth eins gastierte, so war Heppner diesmal der Gastgeber. Während eines Interviews mit Dori von der Radioshow Nachtfalke, bei der Internet-Radiostation Radio Schwarze Welle am 17. Mai 2018, deutete Heppner erstmals das Nachfolgewerk an. Nachdem sie im Verlaufe des Interviews auf Die Flut zu sprechen kamen, fügte Heppner an, dass ihm und seinem Team nicht entgangen sei, dass der Titel sein 20-jähriges Jubiläum in diesem Jahr feiere. Sie würden dazu auch was planen, und wenn alles so laufe wie sie es sich wünschen, dann würde es in Bezug auf Die Flut in diesem Jahr noch was geben. Nur eine Woche später bestätigte Witt gegenüber der Bild-Zeitung am 25. Mai 2018, dass die beiden ein Lied mit dem Titel Was bleibt? aufgenommen hätten. Diese Aussage tätigte Witt ohne Absprache mit Heppner, dieser lud auf seiner Facebook-Seite ein Bild mit dem Zeitungsausschnitt und dem Kommentar „Heute in der Bild-Zeitung …“ hoch. Auf eine Fan-Nachfrage ob die Bild-Zeitung und Witt ihm die „Überraschung“ versaut hätten, antwortete Heppner mit den Worten: „Ja“, gefolgt von einem wütenden Emoticon. Weiter fügte er folgenden Satz an: „… und was lernen wir daraus? Man kann nie früh genug Absprachen treffen, auch wenn man noch gar nicht damit rechnet, dass etwas passieren könnte!“ Wenig später räumte er ein, dass es schon in Ordnung sei und es ebenso seine Schuld gewesen sei, sie hätten tatsächlich einfach versäumt sich abzusprechen. Das Stück selbst handelt von Vergänglichkeit. Um das Stück zu bewerben, folgte ein gemeinsamer Auftritt der beiden auf dem M’era Luna Festival am 12. August 2018.
Am 22. Februar 2019 erschienen zu Die Flut und Was bleibt? orchestrale Liveduette von Heppner und Witt, unter der musikalischen Begleitung des durch Christoph-Johannes Eichhorn dirigierten MDR-Sinfonieorchesters, auf Witts Livealbum Refugium. Die Aufnahmen entstanden am 7. Oktober 2018 im Leipziger Gewandhaus.

#### Alice 2 (2001)
2001 arbeitete Heppner mit der deutschen Rock-Band Alice 2 zusammen, dabei entstand das Lied In My Life. Das Lied ist auf dem ersten Studioalbum Brave New World und als B-Seite der Maxi-Single It’s a Crime von Alice 2 zu finden. Alice 2 war eine Band um den Musiker Dirk Riegner. Dieser arbeitete später an allen Studioalben Heppners mit und begleitete ihn bei jedem seiner Tourneen als Keyboarder/Pianist.

#### Goethes Erben (2001)
Am 22. Oktober 2001 kollaborierte Heppner mit der deutschen Pop-Rock-Band Goethes Erben. Dabei entstand die gemeinsame Single Glasgarten. Geschrieben wurde das Lied von Oswald Henke, Mindy Kumbalek und Peter Heppner, produziert wurde es von Jürgen Jansen. Glasgarten war ein Stück, welches schon weit vor seiner Veröffentlichung entstand. Es war auf keinem Album zu finden, es wurde nur auf vereinzelten Konzerten gespielt. Mindy Kumbalek (Keyboarderin von Goethes Erben) gab an, dass für dieses Stück immer irgendetwas gefehlt hat. Sie suchten eine markante, schöne Stimme, die auch richtig singen kann und einfach einen Gegenpart zu Oswalds Sprachgesang darstellt, wobei sie letztendlich auf Heppner kamen. Am Tag der Single-Veröffentlichung veröffentlichten die beiden auch das gemeinsame Videoalbum 1302km Island – Auf der Suche nach dem Glasgarten. Im Mittelpunkt steht ein Making of des Videodrehs zu Glasgarten. Die Single erreichte Position 62 der deutschen Singlecharts und hielt sich insgesamt drei Wochen in den Charts.

#### Schiller mit Heppner (2001–2004)
Erstmals arbeiteten das deutsche Musikprojekt Schiller und Heppner 2001 für Schillers zweites Studioalbum Weltreise zusammen. Aus der ersten Zusammenarbeit ging das Lied Dream of You hervor. Am 28. Mai 2001 wurde Dream of You als Maxi-Single veröffentlicht und konnte sich in allen D-A-CH-Ländern in den Singlecharts platzieren. Geschrieben wurde das Lied von Schiller und Heppner, produziert wurde es von Schiller. 2002 wurde das Stück in der Kategorie Dance-Single des Jahres national mit einem ECHO Pop ausgezeichnet.
2003 kooperierten die beiden Künstler erneut miteinander, diesmal für Schillers drittes Studioalbum Leben. Es entstand das Lied Leben … I Feel You, welches am 24. November 2003 zunächst als Promo-Single und am 5. Januar 2004 letztendlich als Maxi-Single veröffentlicht wurde. Wie auch bei Dream of You stammt der Text von Heppner, die Instrumentalkomposition und die Produktion von Schiller. Das Lied schaffte es auf Anhieb in die Top 20 der deutschen Singlecharts. Erstmals konnte sich hiermit ein Lied Heppners auch außerhalb des deutschsprachigen Raums platzieren. Leben…I Feel You erreichte Position eins in Rumänien sowie Platz fünf in den US-amerikanischen Dance/Club Play Songs.

#### Paul van Dyk (2004–2005)
Am 24. Juni 2004 veröffentlichte Heppner zusammen mit dem deutschen DJ Paul van Dyk die Single Wir sind wir. Als Hintergrundsängerin ist auch van Dyks Frau Natasha zu hören. Der Liedtext stammt von Peter Heppner und die Liedproduktion stammt von Paul van Dyk. Wir sind wir ist auf Paul van Dyk’s Remix-Album Re-Reflections in the Mix (The Remix Album) zu finden. Mit Position 13 der deutschen Singlecharts ist dies für van Dyk bis heute die zweitbeste Chartposition seiner Karriere. Nach Angaben Paul van Dyks wurden er und Heppner durch die Dokumentation Das Wunder von Bern – Die wahre Geschichte zu diesem Lied inspiriert, das die Gefühle der Menschen vor, während und nach dieser Zeit aufzeigen sollte. 2005 wurde das Lied zum 15. Tag der Deutschen Einheit neu in einer Orchesterversion aufgenommen.

#### Milù (2004–2005)
Am 6. Dezember 2004 veröffentlichte er mit Milù und Kim Sanders die Benefiz-Single Aus Gold. Geschrieben wurde das Stück von Milù und Peter Heppner, produziert wurde es von Dirk Riegner. Die Single platzierte sich auf Position 73 der deutschen Singlecharts und hielt sich insgesamt fünf Wochen in den Charts. 2005 veröffentlichten Milù und Heppner das gemeinsame Lied Lustschmerz. Beide Songs sind auf Milù’s Debütalbum No Future in Gold zu finden.

#### José Alvarez-Brill (2005–2010)
Am 3. Oktober 2005 veröffentlichten Heppner und José Alvarez-Brill die gemeinsame Single Vielleicht?. Geschrieben wurde das Lied von José Alvarez-Brill, Peter Heppner und Henning Verlage, produziert wurde es von Alvarez-Brill und Verlage. Alvarez und Heppner arbeiteten zuvor schon oft für das Projekt Wolfsheim zusammen. Vielleicht? ist die erste Single, die beide als Hauptact zusammen veröffentlichten.
Am 10. September 2010 veröffentlichten die beiden ihre zweite gemeinsame Single Dieser Augenblick. Geschrieben wurde das Lied von José Alvarez-Brill und Peter Heppner, produziert wurde es von Alvarez-Brill. Der Titel wurde eigens für die Dokumentation Damals nach der DDR geschrieben. Dabei handelte es sich um eine vom MDR produzierte, vierteilige Dokumentation, in welcher in einer Art Zeitreise mit sieben Stationen die ersten Jahre nach dem Mauerfall dargestellt wurden. Dieser Augenblick diente als Soundtrack der Dokureihe.
Keine der beiden gemeinsamen Single-Veröffentlichungen erreichte bislang die offiziellen Hitparaden.

#### Nena (2010)
Am 5. November 2010 veröffentlichte Heppner zusammen mit der deutschen Popsängerin Nena eine gemeinsame Neuauflage von Haus der drei Sonnen. Die Musik und der Liedtext stammen von Uwe Fahrenkrog-Petersen und Carlo Karges, produziert wurde die Coverversion von Heppner. Das Lied ist auf Nenas 2010 veröffentlichtem Best Of Album zu finden. Die Single erreichte Position 39 der deutschen Singlecharts und hielt sich insgesamt vier Wochen in den Charts.

#### Marianne Rosenberg (2011)
2011 arbeitete Heppner mit der deutschen Schlagersängerin Marianne Rosenberg zusammen. Aus dieser Kollaboration entstand das gemeinsame Stück Genau entgegengesetzt. Komponiert wurde das Lied von Marianne Rosenberg und Ken Taylor, produziert wurde es von Dirk Riegner. Der Titel ist auf Rosenbergs Studioalbum Regenrhythmus zu finden.

#### Camouflage (2014–2015)

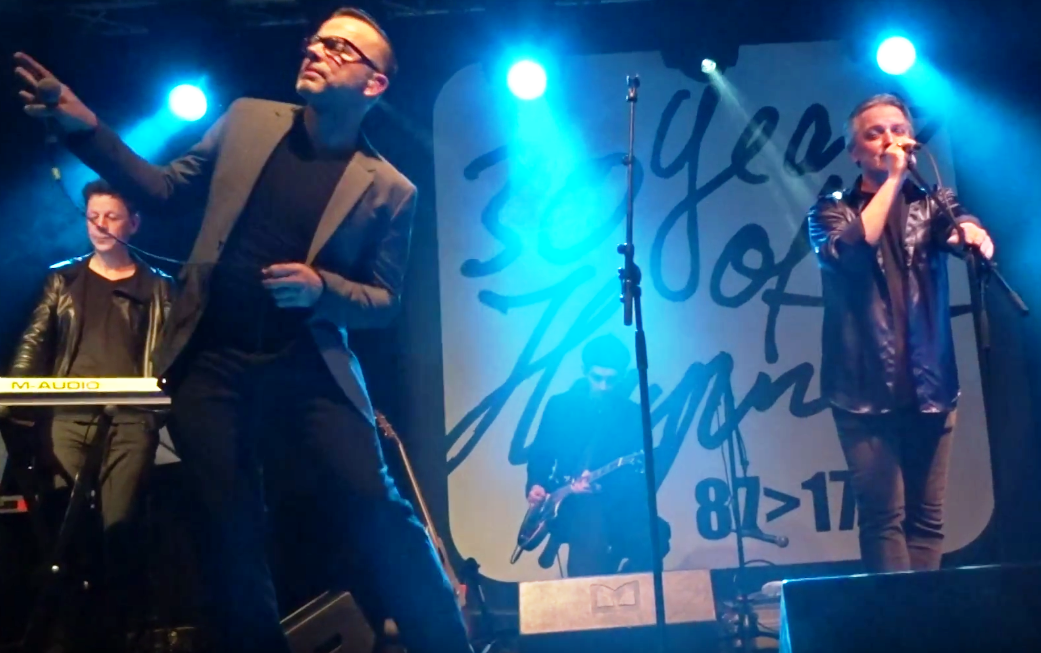
Heppner und Meyn live in Erfurt 2017.

Die Idee zur Zusammenarbeit der beiden erfolgte im Sommer 2014. Camouflage luden Heppner zu ihrem 30-jährigen-Jubiläumskonzert nach Dresden ein. Camouflage-Sänger Meyn kündigte dabei Heppner mit den Worten an, dass es für ihn ein Traum sei, mit einem ganz bestimmten Mann ihren 80er-Jahre-Hit That Smiling Face zu singen. Bei den Fans kam dieses Duett so gut an, dass ein weiterer gemeinsamer Auftritt beim Amphi Festival 2014 in Köln folgte. Auf die Frage, wann die Fans ein Lied der beiden auf CD hören können, antwortete Heppner auf seiner Facebook-Seite mit den Worten „Wir arbeiten daran“. Am 19. Dezember 2014 wurde bekannt, dass die beiden zusammen das Lied Count on Me für das achte Studioalbum Greyscale von Camouflage aufgenommen haben. Am 29. März 2015 überraschten Camouflage ihre Fans, als Heppner erneut bei ihnen zu Gast war und sie zusammen im Docks in Hamburg Count on Me sangen. Am 11. September 2015 gaben Camouflage auf ihrer Facebook-Seite bekannt, dass Count on Me als zweite Singleauskopplung aus ihrem aktuellen Studioalbum Greyscale folgen wird. Am 9. Oktober wurde schließlich die Single veröffentlicht. 2017 absolvierte Meyn sechs Gastauftritte im Zuge von Heppners dreißigjähriger Jubiläumstournee 30 Years of Heppner. Bei allen Konzerten sangen Heppner und Meyn die Lieder That Smiling Face und Count on Me sowie bei drei Konzerten das Wolfsheim-Cover Kein Zurück.

#### RE-201 (2022)
Im Jahr 2022 veröffentlichte das Hamburger Produzententeam RE-201 ein Remixalbum mit dem Titel Palmer in Dub (Drug Chug Dub’s). Dabei handelt es sich um ein Tributealbum, das als Hommage an den britischen Popmusiker Robert Palmer erschien. Bei RE-201 handelt es sich um ein Musikprojekt, das im November 2021, mit einer Neuauflage zu Queens Another One Bites the Dust seine erste Veröffentlichung präsentierte. Diese geht aus einem Zusammenschluss des Hamburger Musiker- und Produzentenkreises um das Musiklabel Echo Beach hervor, dessen Labelbetreiber Nicolai Beverungen der Initiator des Projektes ist. Hinter dem Projekt verbergen sich Achim Färber, Ingo Krauss, Max Loderbauer, der in Berlin lebende kanadische Scott Monteith (Deadbeat) und Georg Zeitblom. Der Name „RE-201“ ist eine Hommage an RE-201 Space Echo, ein analoger Echo-Effekt des Herstellers Roland.
Das Album Palmer in Dub (Drug Chug Dub’s) erschien am 2. Dezember 2022, hierauf befinden sich drei Aufnahmen, die das Musikprojekt gemeinsam mit Heppner und der Berliner Gitarristin und Sängerin Mika Bajinski aufgenommen hat. Dabei handelt es sich um zwei Versionen des Liedes I Didn’t Mean to Turn You On und eine zu Johnny & Mary. Am gleichen tag erschien zu Johnny & Mary auch eine Remix-EP mit acht verschiedenen Versionen. Bei der EP wurden die Musiker zusätzlich vom US-amerikanischen Bassisten Doug Wimbish unterstützt.
Bereits am 12. November 2020 verfasste Heppner einen Instagram-Beitrag, in dem er berichtete, am Gesang für ein Robert-Palmer-Tribute zu arbeiten.

#### Sotiria (2025)
Anfang 2025 trat Heppner als Gastsänger für die deutsche Sängerin Sotiria in Erscheinung. Am 17. Januar 2025 veröffentlichten sie die gemeinsame Single Weiß wie Schnee, eine der eher selteneren Aufnahmen, bei der Heppner selbst nicht als Autor mitwirkte. Laut Aussagen Sotirias, habe er hierbei kein einziges Wort ändern wollen, obwohl sie ihm alle Freiheiten gegeben habe.

## Musik

### Gesang
Zum 30-jährigen Jubiläum des Sonic Seducer wurde eine Rangliste der „30 besten Sänger/-innen“ veröffentlicht, wobei Heppner auf dem sechsten Rang landete. Vor ihm waren nur Attila Dorn (Powerwolf), Dave Gahan (Depeche Mode), Ville Valo (HIM), Robert Smith (The Cure) und Spitzenreiter Peter Steele (Type O Negative). Ein Redaktionskollege beschrieb den Gesang einst mit den Worten: „Er könnte das Telefonbuch von Hamburg einsingen und man wäre ergriffen“.

### Musikalischer Stil
Der Schriftsteller Dirk Horst beschrieb den musikalischen Stil Heppners während seiner Wolfsheim-Zeit wie folgt:

„Weiterhin erkennt man in den Songs die typische Wolfsheim-Eigenart wieder, dass man beim Anhören der Musik erst einmal Tristesse, Melancholie oder ähnliche Gefühle verspürt, beim Lesen der Texte oder beim Nachdenken über die verschiedenen Refrains jedoch seinen Optimismus wiederfindet.“

Heppner selbst beschrieb seine Stücke mit folgenden Worten: „Es soll eine Musik sein, für die man sich Zeit nimmt und die man nicht nebenbei zum Bügeln laufen lasse“. Während seiner Karriere bewegte sich Heppner zumeist in den Musikrichtungen Synthie-Pop, Dark Wave und Popmusik. Seine Inspiration in frühen Jahren fand Heppner in der aus Großbritannien stammenden Wave-Szene und den zugeordneten Bands wie Bauhaus, The Cure, Echo & the Bunnymen oder auch den Smiths.

### Liedermacher
Der Buchautor Dirk Horst beschrieb in seinem Werk Synthiepop – Die gefühlvolle Kälte: Geschichten des Synthiepop, den Vorgang des Textens von Heppner wie folgt: Heppners Texte würden meistens derart entstehen, dass die Kompositionen selbst und die jeweilige Stimmung, die sie vermittelten, auch schon den Inhalt vorgeben würden. Die Kompositionen versetze ihn in „bestimmte Stimmung“, die ihn wiederum bestimmte „Anknüpfspunkte“ erschließen lassen, wie unter anderem Erinnerungen, Gefühle und dergleichen. Heppner selbst beschrieb den Vorgang des Liedtextens damit, dass diese sich „ganz langsam“ entwickeln würden. Er gewöhne sich über die Zeit an die Stücke und erst wenn sie ihm nach „zwei oder drei Monaten“ noch gefallen würden, dann würden sie zu echten „Heppner-Liedern“ werden. Dem Sonic Seducer gegenüber nannte Heppner sein „tägliches Leben“ sowie den „Austausch mit Anderen“ als seine Inspirationsquelle.
Heppner schrieb an fast allen Liedern, an denen er beteiligt war, mit, sei es als Mitglied von Wolfsheim, als Gastsänger oder Solokünstler. In seiner Zeit bei Wolfsheim produzierte er auch einige der Aufnahmen. Seine Werke wurden auch von ausländischen Musikern gecovert, so entstand unter anderem eine italienische Version von Once in a Lifetime. Bis heute erreichten 15 Autorenbeteiligungen und sechs Produktionen von ihm die deutschen Singlecharts.
Als besondere Werke sind die Titel Twelve und Deserve to Be Alone hervorzuheben. Twelve sei das erste Stück, das er ohne Mithilfe geschrieben und veröffentlicht habe. Deserve to Be Alone sollte das erste Lied sein, das für einen anderen Künstler gedacht war. Er schrieb das Stück ursprünglich für die US-amerikanische Sängerin Kim Sanders. Diese sang es zunächst auch in einer Soloversion ein, letztendlich wurde es aber als Duett von Heppner und Sanders veröffentlicht.

## Weitere künstlerische Aktivitäten

### Maler
In der Schule belegte Heppner einen Kunstkurs. Eigentlich strebte er eine Karriere als Maler oder Schriftsteller an und nicht als Berufsmusiker. Sein Hobby als Maler ließ Heppner in seine Tätigkeit als Musiker einfließen. So gestaltete er unter anderem einige Cover, wie das der Musikalben Walking Through The (Cancer Barrack) und Popkiller (Wolfsheim), oder der Singles Elias (Drumless Mix) (Wolfsheim) und Die Flut (Witt/Heppner).

### Gründung einer Videofirma
Er versuchte sich als Regisseur, zusammen mit Oswald Henke, Mindy Kumbalek und Ulrike Rank führte er Regie beim Musikvideo zur Single Glasgarten. Nach dem Videodreh zu Glasgarten gründete Heppner zusammen mit Ulrike Rank eine Videofirma. Eines der größten Projekte von Heppner und Rank war eine 45-minütige Dokumentation über den deutschen Dance-Pop-Musiker Schiller, welche auf dem Schiller Livealbum Live ErLeben zu finden ist.

### Hörspielsprecher
Neben den Arbeiten an seinem dritten Studioalbum versuchte sich Heppner Ende 2013 als Sprecher in einem Hörspiel. Er übernahm eine Hauptrolle im achten Teil der Hörspielreihe Blauer Planet. Das Hörspiel wurde am 15. März 2014 veröffentlicht.
In der Tonstudioproduktion zum Musiktheaterstück Die Kinder der toten Stadt, die am 23. Juni 2018 als Musik-Hörspiel und Album veröffentlicht wurde, übernahm Heppner die Sprechrolle des „Komponisten“. Die Kinder der toten Stadt erzählt allegorisch von den gefangenen Kindern vom Ghetto Theresienstadt, ihrem Leben dort und ihrer Ermordung in den NS-Todeslagern. Die von Heppner gesprochene Rolle basiert auf den letzten Tagen des Komponisten Hans Krása, der 1942 nach Theresienstadt gebracht wurde und dort den Befehl erhielt, seine Kinderoper „Brundibár“ mit den gefangenen Kindern einzustudieren und auf der Bühne zu spielen.
Am 8. Januar 2021 erschien das Hörspiel Ralf Rabinski …geht zu Fuß, bei dem Heppner drei Sprecherrollen einnahm. Es handelt sich dabei um den Start einer neuen Kinderhörspielreihe über die Abenteuer des „Ralf Rabinski“, einem Rabenküken. Das Hörspiel basiert auf der Idee von Ulrike Rank, die in der Vergangenheit für diverse Artworkarbeiten von Heppner und Wolfsheim zuständig war. An der Seite von Heppner ist ebenfalls Oswald Henke von Goethes Erben zu hören. Alle drei Sprecher – Henke, Heppner und Rank – arbeiteten bereits für das Musikvideo zu Glasgarten und der dabei entstandenen DVD 1302km Island – Auf der Suche nach dem Glasgarten zusammen.

## Soziales Engagement

### Nordoff-Robbins-Stiftung
2000 nahm Heppner unter anderem mit Rea Garvey, Sandra Nasić, Henning Wehland uvm. an dem Wohltätigkeitsprojekt New Rock Conference teil. Dabei handelt es sich um einen Zusammenschluss vieler Künstler aus der Alternative Szene. Zusammen nahmen sie den Titel Heal Yourself auf. Die Erstveröffentlichung der Single fand am 18. September 2000 in Deutschland statt. Geschrieben wurde das Lied von den Komponisten Jeff Collier und Dirk Riegner, produziert wurde sie von letzterem. Zweck des Projektes war es, den Erlös aus dem Verkauf der Singles an die Nordoff-Robbins-Stiftung zu spenden. Das Projekt wurde von Heribert Reipöler ins Leben gerufen.

### Deutsches Rotes Kreuz
Am 6. Dezember 2004 veröffentlichte die deutsche Sängerin Milù zusammen mit Heppner und der US-amerikanischen Sängerin Kim Sanders die Single Aus Gold. Geschrieben wurde das Stück von Milù und Peter Heppner, produziert wurde es von Dirk Riegner. Hierbei handelt es sich um ein Musikprojekt, begleitet vom Deutschen Roten Kreuz. Gemeinsam wollte man versuchen, auf das Leid von Kriegsopfern aufmerksam zu machen, und bedürftigen Kindern in Afghanistan helfen. Teile des Erlöses aus dem Singleverkauf gingen als Spende an die DRK. Die Idee zu diesem Song stammte von Milù. Während einer gemeinsamen Tour mit Schiller lernte sie Peter Heppner und Kim Sanders kennen, die sie beide von dem Projekt und einer Zusammenarbeit überzeugen konnte.

## Tourneen
- 01/2009–04/2009: Solo Tour
- 01/2010–10/2010: Clubtour
- 11/2012–04/2013: My Heart of Stone Tour
- 11/2014–09/2015: Peter Heppner Akustik 2014/15
- 10/2017–12/2017: 30 Years of Heppner
- 11/2018–04/2019: Confessions & Doubts Tour
- 09/2022–09/2022: Peter Heppner Akustik 2022/23
- 09/2022–12/2024: TanzZwang Tour
- 04/2025–04/2025: Am Leben / Alive Pre-Listening-Tour

## Diskografie
Studioalben

| Jahr | Titel Musiklabel                        | Höchstplatzierung, Gesamtwochen, AuszeichnungChartplatzierungen (Jahr, Titel, Musiklabel, Platzierungen, Wochen, Auszeichnungen, Anmerkungen) | Höchstplatzierung, Gesamtwochen, AuszeichnungChartplatzierungen (Jahr, Titel, Musiklabel, Platzierungen, Wochen, Auszeichnungen, Anmerkungen) | Höchstplatzierung, Gesamtwochen, AuszeichnungChartplatzierungen (Jahr, Titel, Musiklabel, Platzierungen, Wochen, Auszeichnungen, Anmerkungen) | Anmerkungen                              |
| Jahr | Titel Musiklabel                        | DE | AT | CH | Anmerkungen                              |
| ---- | --------------------------------------- | --- | --- | --- | ---------------------------------------- |
| 2008 | solo Warner Bros. Records (WMG)         | DE9 (6 Wo.)DE | — | — | Erstveröffentlichung: 12. September 2008 |
| 2012 | My Heart of Stone Polydor (UMG)         | DE6 (5 Wo.)DE | AT47 (1 Wo.)AT | CH64 (1 Wo.)CH | Erstveröffentlichung: 18. Mai 2012       |
| 2018 | Confessions & Doubts RCA Records (Sony) | DE11 (3 Wo.)DE | — | — | Erstveröffentlichung: 28. September 2018 |

Wolfsheim

## Auszeichnungen
- ECHO Pop
  - 2002: in der Kategorie „Dance Single des Jahres national“ (Dream of You)[38]